# Бегер, Фёдор Фёдорович (1754)
Фёдор Фёдорович Бегер (Фридрих Бегер, нем. Friedrich Beger; 1754—1813) — обер-бергмейстер, член пермского горного начальства. 
Сын саксонского горнорабочего, он прибыл в Россию в 1779 году. 
Некоторое время зарабатывал в качестве химика и механика. В 1783 году, по ходатайству саксонского посланника Саксен-фон-Дерстела, был определён инспектором петербургского воспитательного дома. В 1787 году поступил на службу в Нерчинский завод. В 1796 году вернулся в Санкт-Петербург, где немедленно воспользовался предложением берг-коллегии привести в порядок коллекцию минералов, собранную Банковской горной экспедицией. Строго систематизированная коллекция сдана Бегером через год в незадолго перед тем основанное Горное училище, а сам Бегер за образцовое выполнение возложенного на него поручения вскоре был назначен первым членом Гороблагодатского горного начальства на Урале; в 1802 году он был переведён на ту же должность в Пермь. С 1804 года находился в отставке.
Его сын, также Фёдор Фёдорович Бегер (1790—1861), также стал горным инженером, был директором Департамента горных и соляных дел.

## Источник
- Бегер, Федор Федорович (отец) // Русский биографический словарь : в 25 томах. — СПб.—М., 1896—1918.